# Armoiries du Yukon
Les armoiries du Yukon furent proposées par le ministère des affaires indiennes et du Nord Canada, et dessinées par l'expert en héraldique Alan Beddoes, au début des années 1950 et approuvées de manière officielle par la reine Élisabeth II en 1956. 

## Description
La partie inférieure du blason représente les montagnes territoriales, avec des disques d'or, faisant allusion à la richesse minérale yukonnaise et son apparition durant la ruée vers l'or du Klondike. Les deux lignes blanches ondulées symbolisent ses fleuves. 
Dans la partie supérieure, la croix rouge fait référence à l'Angleterre ; le disque principal montre l'abondance d'animaux dans le territoire.
Les fleurs qui entourent le blason, appelées « herbe de feu », sont un symbole caractéristique du Yukon.